# Давыдов, Алексей Михайлович
Алексей Михайлович Давыдов (род. 1 февраля 1982) — российский футболист, полузащитник. Футбольный судья.

## Биография
Воспитанник СДЮШОР «Динамо» Москва. Начинал играть на любительском уровне в клубах «Динамо» Краснодар (2000), «СиМ-Тюсом» Москва (2002). В 2003 году в команде чемпионата Армении «Мика» Аштрак забил пять голов в 12 матчах. В 2005 году за команду второго российского дивизиона «Нара-Десна» Наро-Фоминск сыграл 6 матчей, забил один гол. В дальнейшей играл в командах ЛФЛ «Маккаби» Москва (2006—2007, 2008—2009), «Альянс»-ЦСКА Москва (2008), «Люберцы» (2011/12).